# Association nationale des femmes espagnoles
L'Association nationale des femmes espagnoles (Asociación Nacional de Mujeres Españolas), connue également sous son acronyme ANME, est une association féministe madrilène défendant les droits des femmes en Espagne, active de 1918 à la guerre d'Espagne, en 1936.

## Histoire

### Les débuts en 1918
Fondée en novembre 1918, à la fin de la Première Guerre mondiale, par Consuelo González Ramos, María Espinosa de los Monteros et Elisa Soriano Fisher à Madrid pour promouvoir les droits des femmes, l'association est suffragiste et défend notamment le droit de vote.
Bien qu'implantée dans la capitale, l'association a une audience importante dans toute l'Espagne.
En 1919, elle contribue à la création du Conseil Féministe d'Espagne, en s'alliant avec les groupes féministes déjà constitués à Barcelone, comme la Société Progressive Féminine et La Femme de l'Avenir, et à Valence, la Sociedad Concepción Arenal et la Ligue pour le Progrès de la Femme.
La Juventud Universitaria Feminina (Jeunesse universitaire féminine), naît en son sein en 1919.
En 1920, sa porte-parole, la diplomate Isabel Oyarzábal, devient présidente.
Comptant parmi les premières femmes parlementaires de l'histoire de l'Espagne (en 1931), Victoria Kent rejoint l'association en 1920 et Clara Campoamor en 1922.
L'enseignante Benita Asas en prend la présidence de 1921 à 1932, avant la peintre Julia Peguero jusqu'en 1936.

### Le parti politique: Acción Política Feminista Independiente (1934)
En 1934, l'ANME forme une section en parti politique qui s'intègre au Front Populaire, avant de devoir se dissoudre au déclenchement de la guerre d'Espagne à la suite du coup d'État franquiste.